# أريز (جنس)
الأُرَيز هو جنس من عدة أنواع في الفصيلة الأزدرختية. هي أشجار أبيدة أو نفضية في موسم الجفاف ذات أوراق ريشية مهدها العالم الجديد المداري وشبه المداري من جنوب المكسيك جنوبًا إلى شمال الأرجنتين.